# Avery Coonley School

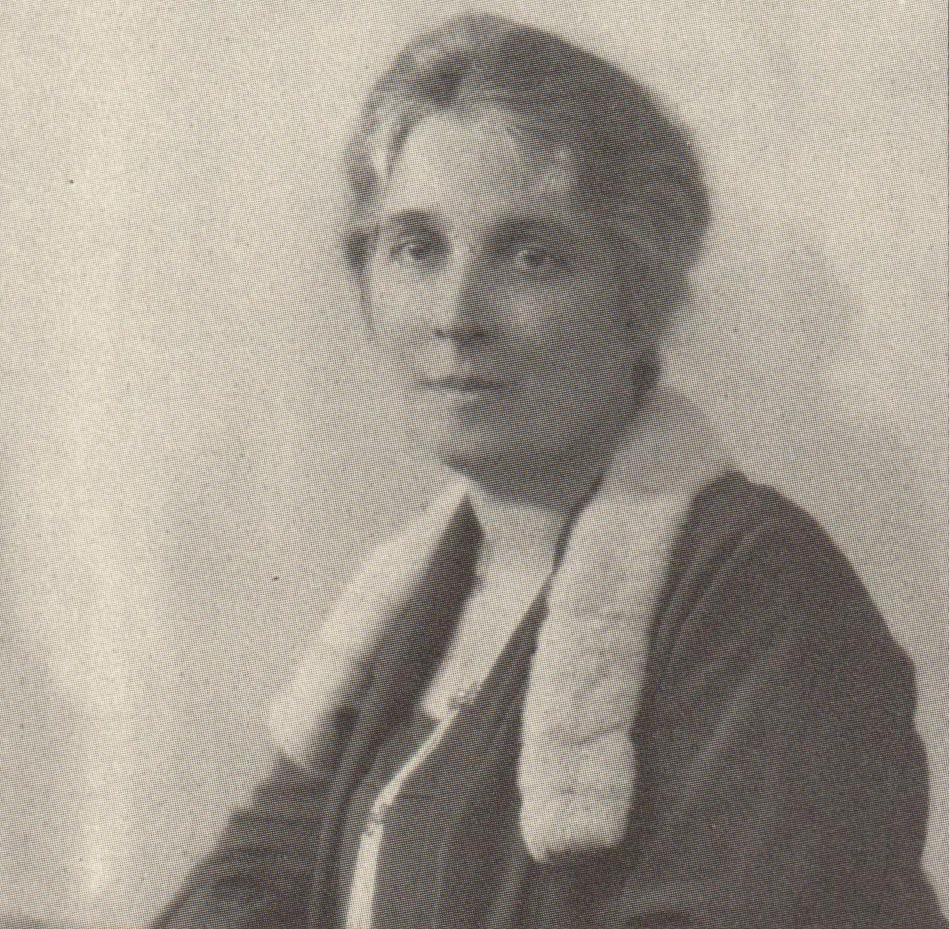
Queene Ferry Coonley, fondatrice e mecenate della Avery Coonley School dal 1906 al 1958. Fu ricordata come sostenitrice del suffragio femminile e dell'istruzione progressista.

La Avery Coonley School (acronimo: "ACS"), comunemente chiamata Avery Coonley, è una scuola diurna indipendente e mista che serve studenti accademici dotati in età prescolare fino all'ottavo anno (dai 3 ai 14 anni circa) e si trova a Downers Grove, nella Contea di DuPage (Illinois). La scuola è stata fondata nel 1906 per promuovere le teorie educative progressiste sviluppate da John Dewey e altri filosofi di inizio XX secolo ed è stata un modello riconosciuto a livello nazionale per l'educazione progressiva fin dagli anni '40. Dal 1943 al 1965 l'Avery Coonley ha fatto parte del National College of Education (ora National Louis University), fungendo da laboratorio vivente per la formazione degli insegnanti e la ricerca educativa. Negli anni '60 l'ACS divenne un centro di ricerca regionale e un centro di leadership per scuole indipendenti e iniziò a concentrarsi sull'educazione degli studenti particolarmente dotati.

## Storia

### Fondazione e scuola nel cottage (1906–1916)

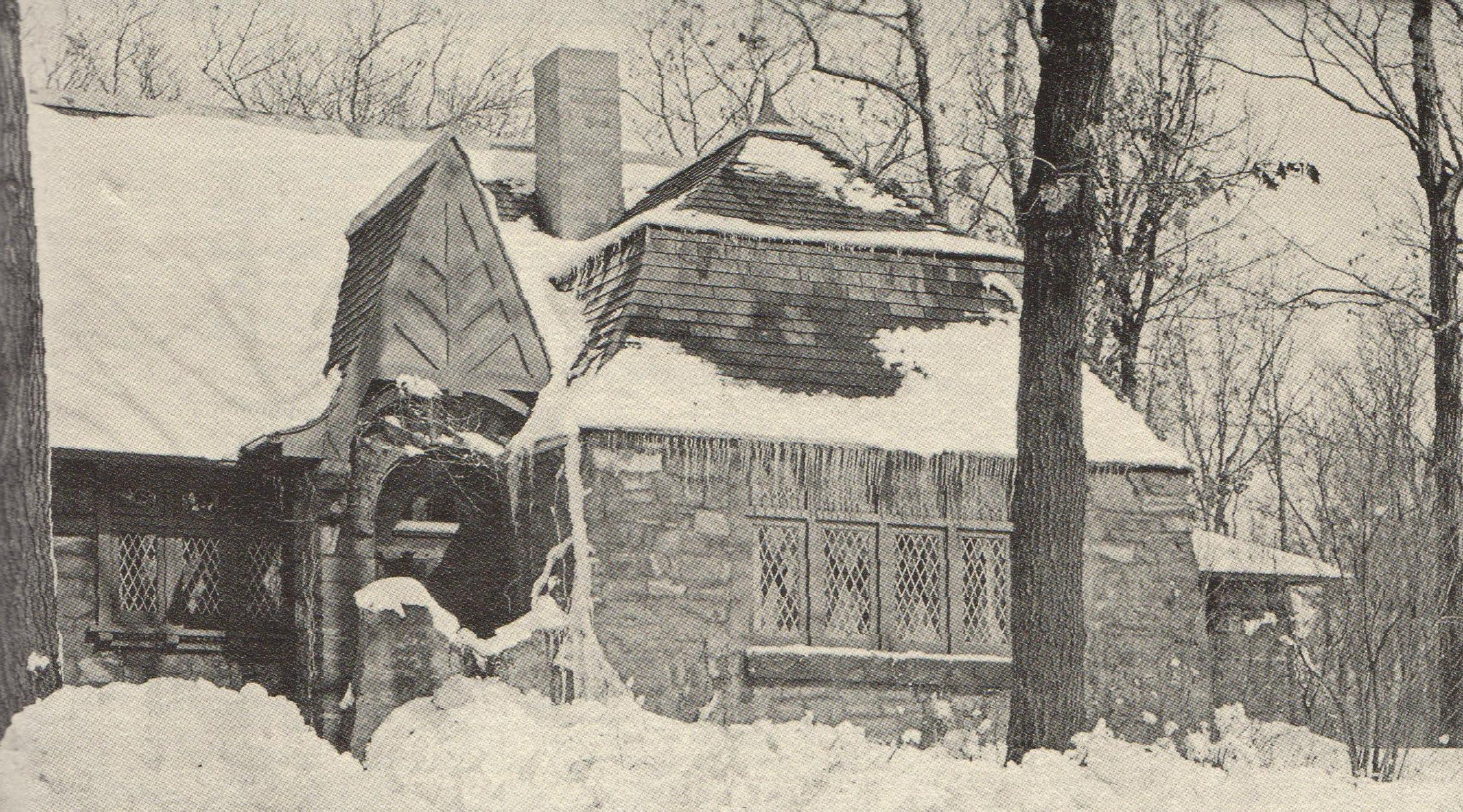
Il Cottage della Coonley Estate, prima sede della Avery Coonley School. Progettato da Charles Whittlesey nel 1894, divenne in seguito una residenza privata.

La scuola ha occupato diverse strutture nella sua storia, tra cui un piccolo cottage nella Coonley Estate a Riverside, Illinois e un altro edificio progettato da Frank Lloyd Wright. Si trasferì a Downers Grove nel 1916 e divenne la Avery Coonley School nel 1929, con un nuovo campus di 10,45 acri (4,23 ha), progettato negli stili Prairie e Arts and Crafts, curato da Jens Jensen, noto come "decano degli architetti del paesaggio del mondo". Il campus fu ampliato più volte dagli anni '80 per creare più spazio per le arti, la tecnologia e le aule. L'Avery Coonley è stata aggiunta al National Register of Historic Places nel 2007, adducendo "l'influenza di lunga durata sulle scuole di tutto il paese" del programma educativo e della progettazione dell'edificio e dei terreni.
L'eredità progressista è ancora evidente nel programma moderno, che conserva molte tradizioni e attività educative risalenti all'inizio della scuola. Gli studenti lavorano un minimo di un anno al di sopra del loro attuale livello scolastico ed esplorano temi ampi che consentono loro di apprendere attraverso le materie e impegnarsi in progetti creativi e collaborativi, utilizzando ampiamente la tecnologia didattica. Le opportunità di sviluppare gli studi in classe sono offerte attraverso una serie di attività; l'ammissione è competitiva ed è richiesto un punteggio QI di almeno 124. L'ACS si distingue per il suo record di successi nelle competizioni accademiche a livello statale e nazionale in matematica, scienze, geografia e altre materie. L'ACS è stata riconosciuta come Blue Ribbon School dal Dipartimento dell'Istruzione degli Stati Uniti nel 1988. Ha attirato l'attenzione dei media nazionali nel 1994, quando la scuola fu bandita dalla competizione all'Illinois State Science Fair dopo aver vinto per il quarto anno consecutivo. Sebbene la decisione sia stata successivamente revocata, la controversia è stata denunciata dalla stampa come un esempio di "livellamento verso il basso" dell'istruzione e della vittoria dell'autostima nell'eccellenza a scuola.
Nel 1906 Queene Ferry Coonley, moglie del ricco industriale ed editore di Riverside Avery Coonley, decise di avviare un programma di scuola materna per consentire ai bambini di età inferiore ai cinque anni di frequentare. Queene Coonley si era formata come assistente sociale e maestra d'asilo presso la Detroit Normal School (ora Wayne State University) ed era rimasta colpita dalle teorie di Friedrich Fröbel, che riteneva che la prima educazione dei bambini dovesse essere un'estensione della loro vita a casa. Le teorie di Fröbel catturarono i tre principi fondamentali di ciò che John Dewey avrebbe poi chiamato "attitudine da asilo", che si applicava non solo ai bambini dell'asilo ma ai bambini di tutte le età. Dewey scrisse che il ruolo principale della scuola è formare i bambini alla vita cooperativa, la radice di tutto l'apprendimento è l'attività del bambino e non il materiale esterno e che dirigere gli impulsi spontanei dei bambini verso il mantenimento della vita collettiva della scuola e come diventano preparati per la vita adulta. Convinta di questi principi, la Coonley cercò di iscrivere la figlia di quattro anni alla Riverside School, uno dei pochi asili pubblici della zona, ma rimase delusa quando la bambina non risultò idonea perché non aveva ancora compiuto cinque anni.
La Coonley convinse la direttrice del programma Riverside, Lucia Burton Morse e la sua assistente, Charlotte Krum, ad aiutarla a lanciare una nuova scuola. Morse e Krum avevano frequentato il Kindergarten College di Elizabeth Harrison, che "sosteneva il concetto di insegnamento all'asilo in America ed era stato uno dei primi college per insegnanti nel paese a offrire un programma quadriennale culminato con il diploma di laurea". Lì avevano studiato le teorie educative di John Dewey e altri, che si opponevano alle pratiche pedagogiche più tradizionali dell'epoca, che vedevano l'educazione come il compito di trasmettere alle nuove generazioni corpi di informazioni di lunga data e inculcare una formazione morale basata su regole e norme di comportamento. Le loro nuove visioni progressiste dell'istruzione enfatizzavano un approccio individualizzato all'istruzione e un programma integrato in cui i bambini imparavano dall'esperienza e dall'interazione sociale. Secondo Dewey, "è un precetto cardinale della nuova scuola di educazione che l'inizio dell'istruzione sia fatto con l'esperienza che gli studenti hanno già; che questa esperienza e le capacità che sono state sviluppate durante il suo corso forniscano il punto di partenza per tutto l'ulteriore apprendimento”. Queste idee gettarono le basi di quello che sarebbe diventato il "movimento progressista" nel campo dell'istruzione. Coonley, Morse e Krum portarono queste idee con sé nella nuova scuola, che Coonley descrisse come "una comunità di bambini. Il suo scopo non era tanto quello di insegnare ciò che gli altri avevano pensato o fatto gli adulti, ma che i bambini stessi facessero qualcosa."

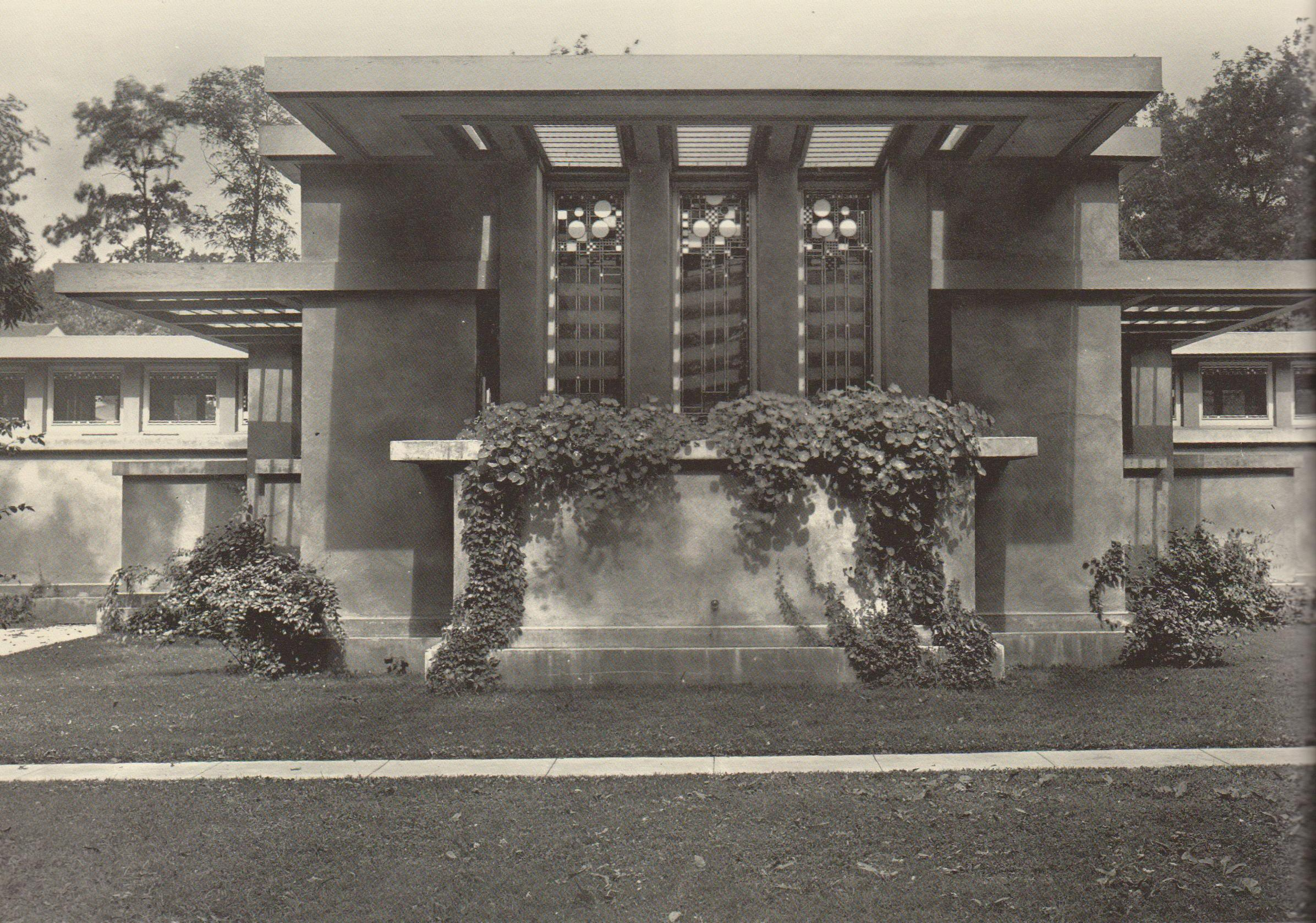
La Coonley Playhouse, con le sue tipiche finestre "kinder-symphony", fu costruita da Frank Lloyd Wright per ospitare la Cottage School nel 1912. Fu nominata National Historic Landmark.

Un piccolo cottage nella tenuta Coonley servì da primo edificio scolastico, riflesso dal suo nome originale, Cottage School. Il progettista era Charles Whittlesey, che aveva lavorato come apprendista sotto Louis Sullivan. L'edificio principale della tenuta, la Avery Coonley House, progettata da Frank Lloyd Wright, è ora un Monumento Storico Nazionale. Nel corso degli anni molti degli edifici della tenuta sarebbero stati utilizzati come aule e residenze per insegnanti. Con l'aggiunta di nuove classi, la scuola crebbe e nel 1911 Coonley commissionò a Wright la progettazione di uno spazio più ampio per gli studenti. Il nuovo edificio fu completato nel 1912 e divenne noto come Coonley Playhouse e presentava dozzine di vetrate artistiche dai colori vivaci, che evocavano bandiere, palloncini e coriandoli in quella che Wright chiamava una "sinfonia più gentile". "I loro brillanti colori primari e i vivaci disegni geometrici li rendono alcune delle finestre più famose di Wright" e dell'Art Institute of Chicago."

Furono offerti due anni di scuola materna, a partire dall'età di quattro anni, e gli studenti passarono alla prima elementare con altri studenti della loro età. La Cottage School era gratuita per tutti gli studenti ed era sostenuta sia dalle risorse proprie di Coonley che dai fondi raccolti dalla Kindergarten Education Association. L'Associazione, di cui Coonley era presidente, promuoveva nuove idee educative e raccoglieva fondi per aiutarle a sostenerle. Nel 1915 John Dewey e sua figlia Evelyn presentarono la Cottage School nel loro libro, The Schools of To-Morrow, che esaminava come le scuole progressiste di tutto il paese mettessero in atto nuove idee educative. Rimasero particolarmente colpiti dall'importanza della natura nella vita scolastica, tanto da osservare che:
I bambini hanno, per esempio, un uccello raro che è tanto una personalità nella vita scolastica, quanto ciascuno dei bambini e i bambini, dopo essersi presi cura di lui e aver osservato la sua crescita e le sue abitudini, si sono interessati molto di più agli uccelli selvatici. Nel cortile c'è una capra, l'essere più amato del luogo, che i bambini hanno allevato fin da piccola e fanno ancora tanto lavoro per prendersi cura di lei.
I Dewey consideravano la Cottage School un esempio di formazione alla buona cittadinanza, commentando le sue finte elezioni, l'autogoverno e il servizio pubblico: "La scuola organizzata dagli alunni in una lega civica si rende responsabile delle condizioni delle strade in alcune parti della città, e non sta solo ripulendo, ma cercando di coinvolgere il resto della città nel problema". Fu anche notato l'insegnamento dell'inglese, poiché non veniva insegnato come materia separata ma come parte delle lezioni di storia, della tenuta del diario ed altri esercizi. Dewey scrisse: "L'accento è posto sull'aiutare il bambino ad esprimere le sue idee; ma tale lavoro offre ampie opportunità per l'esercitazione richiesta nei meccanismi della scrittura".

### Scuole elementari e medie (1916–1929)

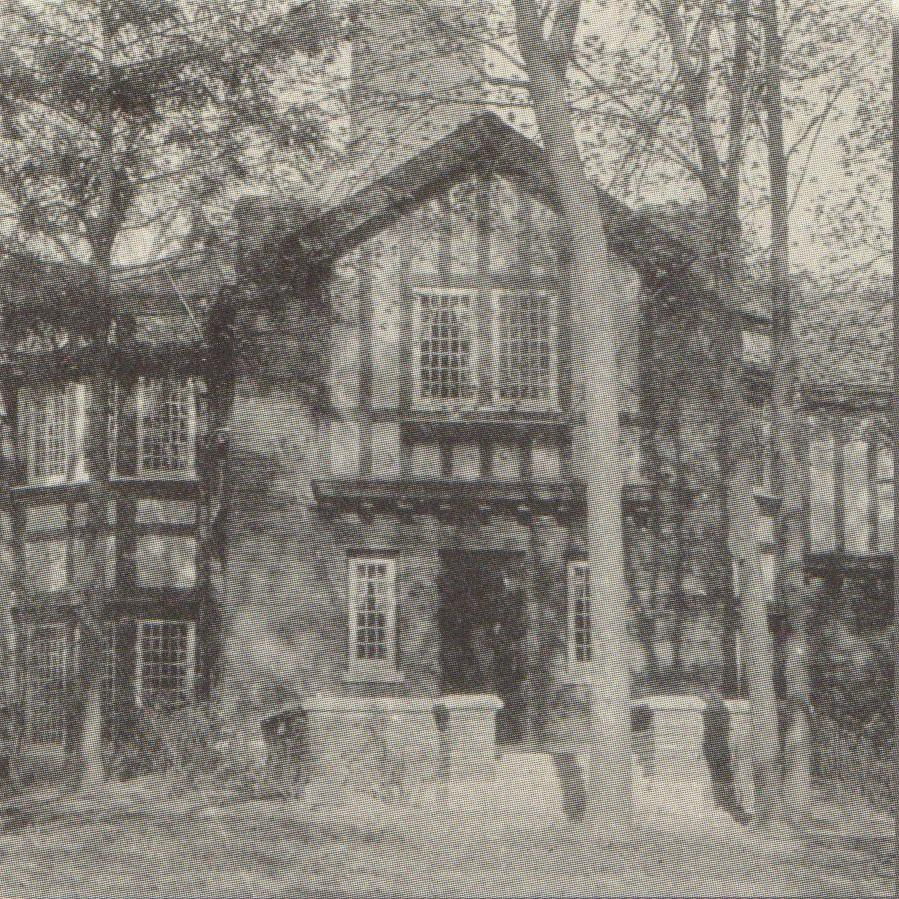
La scuola elementare di Downers Grove. L'edificio fu demolito nel 1944 e il terreno fu venduto. In seguito fu donato per creare quello che sarebbe diventato il Fishel Park.

Insieme alla costruzione della Playhouse, Coonley accettò di costruire un asilo nella vicina città di Downers Grove, che non aveva una scuola pubblica. Coonley acquistò un terreno in Grove Street e incaricò lo studio di architettura Perkins, Fellows & Hamilton di progettare l'edificio. La scuola, diretta da Lucia Morse, fu lanciata come Kindergarten Extension Association School nel 1912. Nel 1916 la Cottage School fu chiusa e fu lanciato un programma di prima elementare presso l'asilo di Downers Grove, che fu ribattezzato Junior Elementary School. Per accogliere gli studenti più grandi nel 1920 fu aggiunta la seconda elementare, per gli studenti intorno ai sette anni, una terza classe nel 1926 per gli otto anni e poco dopo una quarta per i nove anni.
I Coonley si trasferirono a Washington, D.C. nel 1916 e mentre Queene continuava a dedicare il suo tempo e denaro, lasciò la direzione corrente della scuola a Morse. Sotto la sua direzione la Junior Elementary School si costruì sulle basi educative stabilite presso la Cottage School, ponendo l'accento sulla partecipazione attiva degli studenti. Il dramma, la musica e la danza erano parti importanti del programma e lo studio della natura rimasero una componente integrante delle attività degli studenti. Queste idee, e in particolare lo studio della natura, furono in gran parte una creazione del colonnello Francis Wayland Parker, che una volta John Dewey definì "il padre dell'educazione progressista". La Junior Elementary School è stata un banco di prova di questi principi, che hanno richiesto un nuovo modo di relazionarsi con gli studenti, consentendo loro di vivere liberamente le lezioni secondo le proprie condizioni. Non veniva fatta alcuna distinzione tra attività maschili e femminili, che comprendevano giardinaggio, falegnameria e cucina. Coonley ha ricordato che "[avevamo] ragazzi e ragazze. Non facevamo distinzioni, ragazzi e ragazze cucinavano, ragazzi e ragazze facevano lavori di falegnameria, ragazzi e ragazze prendevano parte uguale a tutte le questioni decisionali". Gli studenti hanno rievocato la storia e la letteratura, hanno composto la propria musica e hanno trascorso gran parte del loro tempo all'aperto. Nel 1924 Coonley e Morse contribuirono a fondare una rivista intitolata Progressive Education, in cui pubblicarono le proprie esperienze pratiche a scuola, accompagnate da articoli scritti da importanti teorici dell'educazione, tra cui John Dewey. Divenne la principale rivista professionale del movimento educativo progressista e fu pubblicata fino al 1957.

### Scuola Avery Coonley (1929-1960)

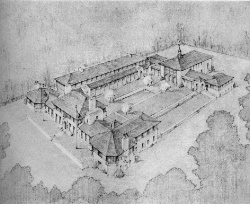
Schizzo architettonico del campus della Avery Coonley School di Waldron Faulkner. Faulkner sarebbe poi diventato uno dei principali architetti del campus della George Washington University.

Le iscrizioni continuarono a crescere e alla fine degli anni '20 fu aggiunto un secondo edificio al campus della Junior Elementary School, ma si ritennero necessarie strutture ancora più grandi per far fronte alla crescita futura ed a livelli scolastici aggiuntivi. La Coonley scelse un tratto boscoso a Downers Grove, adiacente alla Maple Grove Forest Preserve, come sito per il nuovo edificio e suo genero, Waldron Faulkner, divenne l'architetto del nuovo progetto di costruzione. Oltre cento studenti hanno frequentato la scuola nell'edificio inaugurato il 30 settembre 1929, che fu ribattezzato The Avery Coonley School, in onore del defunto marito della Coonley, morto nel 1920. Coonley scelse un'insolita mascotte per rappresentare gli ideali della scuola. Sentiva che un cavalluccio marino era un esempio di una creatura unica che era anche un membro di una comunità più ampia, un'analogia con la sua visione di Avery Coonley. Il cavalluccio marino nuota in posizione verticale, da cui deriva il motto della scuola: "Avanti e verso l'alto" e le rappresentazioni dei cavallucci marini si riflettono nelle decorazioni in ferro battuto e nella banderuola dell'edificio del 1929.

L'Educazione progressiva, una pedagogia che promuove l'apprendimento attraverso esperienze di vita reale, era al suo apice negli Stati Uniti negli anni '20 e '30, e la Avery Coonley School era un modello ampiamente conosciuto di queste teorie in atto. La Avery Coonley appariva regolarmente su Progressive Education e altre riviste professionali e nel 1938 l'editore di Progressive Education, Gertrude Hartman, pubblicò un profilo della Avery Coonley School nel suo libro Finding Wisdom: Chronicles of a School of Today. Osservava: "[v] visitatori da tutte le parti degli Stati Uniti e da paesi stranieri [vengono] a vedere la scuola, a volte fino a trenta al giorno". La Hartman descrisse in modo molto dettagliato il programma e la vita quotidiana della scuola, che aveva ormai aggiunto un settimo e un ottavo anno, commentando quanto segue:
il fatto più evidente è lo spirito di serietà e gioia che la pervade... C'è una filosofia fondamentale della vita e dell'educazione alla base del lavoro della scuola, che dà una chiara direzione a tutte le sue attività. Sono previste ampie aree, che formano la struttura del programma. Queste tuttavia sono flessibili e soggette a modifiche a seconda delle condizioni.
 Il libro descriveva i progressi degli studenti dal primo anno di scuola materna fino ai dieci anni di studio, catturando in foto, storie ed esempi del lavoro degli studenti i loro incontri con la natura, la storia, l'arte e altre materie attraverso giochi creativi e progetti collaborativi. Concludeva con osservazioni sull'importanza della vita quotidiana della scuola nello sviluppo della responsabilità sociale: 
È convinzione di coloro che si occupano della scuola che dal tipo di educazione qui descritto emergeranno membri della società socialmente più illuminati di quelli che l'educazione della nostra generazione ha prodotto ... Il metodo in cui coloro che frequentano la scuola ripongono la loro fede è la costruzione nella natura stessa dei ragazzi e delle ragazze in crescita, attraverso i loro anni di crescita, quelle qualità della mente e dello spirito da cui solo può evolvere un nuovo atteggiamento nei confronti delle relazioni umane.
Finding Wisdom è diventato un classico nel campo dell'istruzione e ha consolidato la reputazione nazionale della Avery Coonley School come modello di educazione progressista.
Morse morì nel 1940, dopo aver servito 34 anni come direttore, e passarono diversi anni senza una forte leadership locale. Per garantire una base più solida per il futuro, Coonley fuse la Avery Coonley con il National College of Education (NCE, ex Chicago Kindergarten College e ora National Louis University) a Evanston, Illinois, nel 1943. Le due istituzioni avevano stretti legami che risalivano ai giorni del Morse's Kindergarten College e l'accordo sfruttò le risorse finanziarie e didattiche dell'NCE mentre Avery Coonley forniva un laboratorio vivente per la formazione degli insegnanti e la ricerca educativa. Sotto la gestione di NCE, l'ACS ha continuato a offrire un programma che enfatizzava l'apprendimento pratico, l'educazione all'aria aperta, inclusa l'agricoltura e le attività pratiche come la riparazione di automobili. Il tedesco e il francese furono aggiunti nel 1949, con gli studenti che iniziarono il francese di base in prima elementare.
La Coonley morì nel 1958; la ACS aveva guardato a lei per la sua leadership nel corso degli anni, ma ancora di più per la sua filantropia. L'ACS iniziò a far pagare le tasse scolastiche nel 1929, ma faceva ancora affidamento sul sostegno finanziario della Coonley e la sua morte causò gravi difficoltà finanziarie. Sotto la direzione del neonominato preside John Malach, nel 1960 fu lanciato un programma estivo, aperto a tutti i bambini dell'area circostante, per aumentare i ricavi e la visibilità. Una piscina fu aggiunta nel 1961 per rafforzare il programma. Le iscrizioni erano diminuite nel corso degli anni e Malach commercializzò il programma in modo aggressivo, intervistando personalmente i potenziali studenti. Nel 1964 le iscrizioni raggiunsero nuovamente i 200 studenti, il che portò lezioni aggiuntive e la tanto necessaria stabilità finanziaria.
Nel 1965 i vantaggi della partnership del National College of Education divennero meno evidenti e il consiglio di amministrazione acquistò Avery Coonley dal NCE. Sotto la guida di Malach, l'ACS continuò a sperimentare e innovare. Nonostante il diffuso scetticismo tra gli educatori contemporanei sul fatto che i bambini dell'asilo fossero pronti a leggere, l'ACS lanciò un programma di lettura precoce all'inizio degli anni '60. La posizione di Malach era che «non crediamo che a un bambino debba essere insegnato perché ora ha 6 anni o è in prima elementare. I nostri bambini iniziano a imparare a leggere quando l'insegnante determina che il bambino è pronto. Quindi l'insegnante lavora individualmente con il bambino, al suo ritmo». A questo punto, tuttavia, le idee un tempo radicali dell'educazione progressista erano diventate "saggezza convenzionale" e l'asilo era una caratteristica onnipresente delle scuole pubbliche americane. Come parte del "tentativo di Malach di riforgiare il ruolo di leadership che la Avery Coonley School aveva svolto durante i suoi primi anni", l'ACS entrò a far parte dell'"Associazione delle scuole indipendenti degli Stati centrali" (Independent Schools Association of the Central States, ISACS) nel 1961. L'ISACS era stata fondata nel 1908 per promuovere le migliori pratiche nelle scuole e istituì un programma di accreditamento obbligatorio per le scuole associate nel 1961. L'Avery Coonley è stata la sede dell'ISACS dal 1970 fino allo scioglimento dell'ufficio centrale nel 2000.
Malach istituì anche l'Istituto per la ricerca educativa (Institute for Educational Research, IER) nel 1964 come centro per la sperimentazione educativa. L'Istituto, con sede presso l'ACS, era una joint venture con più di trenta distretti scolastici pubblici, che collaboravano a progetti di ricerca e condividevono i risultati. Il gran numero di scuole coinvolte garantì la disponibilità di campioni di ricerca statisticamente significativi e la possibilità di portare avanti più progetti contemporaneamente. In uno dei primi progetti dell'Istituto, 36 insegnanti di storia hanno scritto oltre 2.000 domande di prova per aiutare a dimostrare che "molti insegnanti vogliono assistenza per scrivere migliori elementi di valutazione basati su obiettivi comportamentali". Esempi di altri progetti includono programmi di discorso nella scuola materna, programmi di scienze elementari e lettura rapida in scuola media.

### Educazione per i più dotati (anni '60-oggi)
Il programma di lettura all'asilo è stato il primo passo nella transizione della Avery Coonley School verso una nuova attenzione all'educazione dei più dotati, che coincise con una crescente consapevolezza pubblica dei bisogni dei bambini dotati alla fine degli anni '60. La crescente attenzione all'educazione dei talenti è stata simboleggiata dal Rapporto Marland del 1972 al Congresso degli Stati Uniti, che fu il primo riconoscimento delle caratteristiche dei bambini dotati e dei loro specifici bisogni educativi. Il rapporto ha rilevato che "i bambini dotati sono, di fatto, svantaggiati e possono subire danni psicologici e compromissione permanente delle loro capacità di funzionare bene che è uguale o maggiore ad un simile svantaggio simile subito da qualsiasi altra popolazione con bisogni speciali".
Il rapporto ha evidenziato la necessità di servizi educativi per i dotati e la quasi totale mancanza di tali programmi nelle scuole pubbliche dell'epoca. Malach riteneva che la filosofia educativa dell'Avery Coonley fosse ben allineata con gli obiettivi più importanti di un programma di talento, vale a dire "la stimolazione degli interessi individuali... lo sviluppo dell'iniziativa studentesca, lo sviluppo dell'accettazione di sé, lo sviluppo di concetti e riconoscimento della capacità precoce di intraprendere compiti di apprendimento complessi."

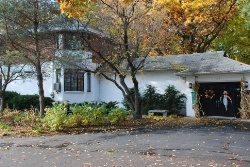
La Gatehouse, all'inizio residenza del preside, ospita il programma per la prima infanzia dal 1989.

Nel 1960 l'ACS iniziò a selezionare i candidati con un elevato potenziale intellettuale, che richiedeva un QI testato superiore a 120, risultati dei test di rendimento di un livello e mezzo sopra le norme nazionali in lettura e matematica e valutazioni intensive personali. Allo stesso tempo, gli insegnanti iniziarono ad adattare il programma per raggiungere gli obiettivi di una programmazione di talento, consentendo ancora più istruzione differenziata per ogni studente, adattando diversi stili di apprendimento e incorporando una flessibilità sufficiente per consentire a tutti gli studenti di progredire al proprio ritmo.
Furono aggiunte classi velocizzate, ma il fulcro del programma per gli studenti di talento rimasero gli approcci individualizzati e l'apprendimento attraverso la pratica che erano stati a lungo centrali nel programma della Avery Coonley. Lo studio della natura era ancora prominente nelle attività dello studente, con musica, arte e teatro. I tradizionali temi di apprendimento e i progetti scolastici che coinvolgono gli alberi di acero, i nativi americani, l'Antico Egitto e altri argomenti erano stati preservati ma adattati per adattarsi al programma dei talentuosi.

All'inizio del 1980 fu lanciato un programma per la prima infanzia per bambini di tre anni, progettato per soddisfare le esigenze dei bambini in età prescolare dotati e prepararli al passaggio da casa all'asilo. Partendo ancora una volta dalla teoria educativa prevalente, la Avery Coonley introdusse gli accademici nel programma, con la stessa attenzione alla natura, alla musica, al movimento e alle abilità pratiche dei gradi superiori.

## Il campus

### Edificio del 1929

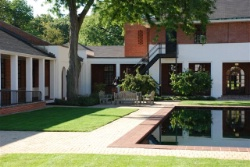
La costruzione originale del 1929, che mostra il chiostro e la vasca riflettente. Il progetto paesaggistico originale è stato restaurato nel 2006.

Il campus occupa 4,23 ettari (10,45 acri) al largo di Maple Avenue a Downers Grove. Confina con la Riserva forestale Maple Grove, creata nel 1919, una delle riserve forestali più antiche del sistema del Distretto della Riserva Forestale della Contea di DuPage. La riserva di 33 ettari (82 acri) protegge "il più grande residuo rimasto della vasta foresta di aceri che divenne Downers Grove" ed è stata classificata come un ecosistema a rischio di estinzione a livello globale. Le sue comunità di Acer saccharum nigrum e l'acer saccharum di montagna ospitano molte specie vegetali minacciate e in via di estinzione e fioriscono con trillium, erythronium, viola, ranunculus e il pelargonium in primavera. La foresta è rifugio di una vasta gamma di uccelli, tra cui il bubo virginianus e diverse specie di falchi, oltre che una sosta per numerose specie di uccelli migratori, tra cui la passerina cyanea, che vi nidifica durante la stagione calda riproduttiva e migra verso sud d'inverno di notte. Un sentiero escursionistico di 1,8 km si snoda attraverso la riserva, attraversando un piccolo ruscello e superando un vicino laghetto. La riserva è utilizzata dagli studenti nelle loro attività scientifiche e naturalistiche.
Il progettista dei terreni, Jens Jensen, era noto come "il decano degli architetti paesaggisti del mondo" e "il padre del sistema dei parchi di Chicago", per la sua creazione di Humboldt Park, Garfield Park, le riserve forestali della Contea di Cook e il suo capolavoro, Columbus Park, a Chicago, che era caratterizzato dal suo uso di spazi aperti, acqua corrente, linee dolcemente curve e "anelli di consiglio", o basse panchine circolari dove le persone possono riunirsi. Tutte queste caratteristiche sono evidenti nel campus di Avery Coonley, che fa uso di ambienti completamente naturali al posto dei giardini all'italiana. Il paesaggio originale è stato in gran parte dimenticato nel corso degli anni e mal mantenuto. Un restauro completo del progetto paesaggistico di Jensen è stato completato nel 2006 come parte della celebrazione del centenario dell'ACS.

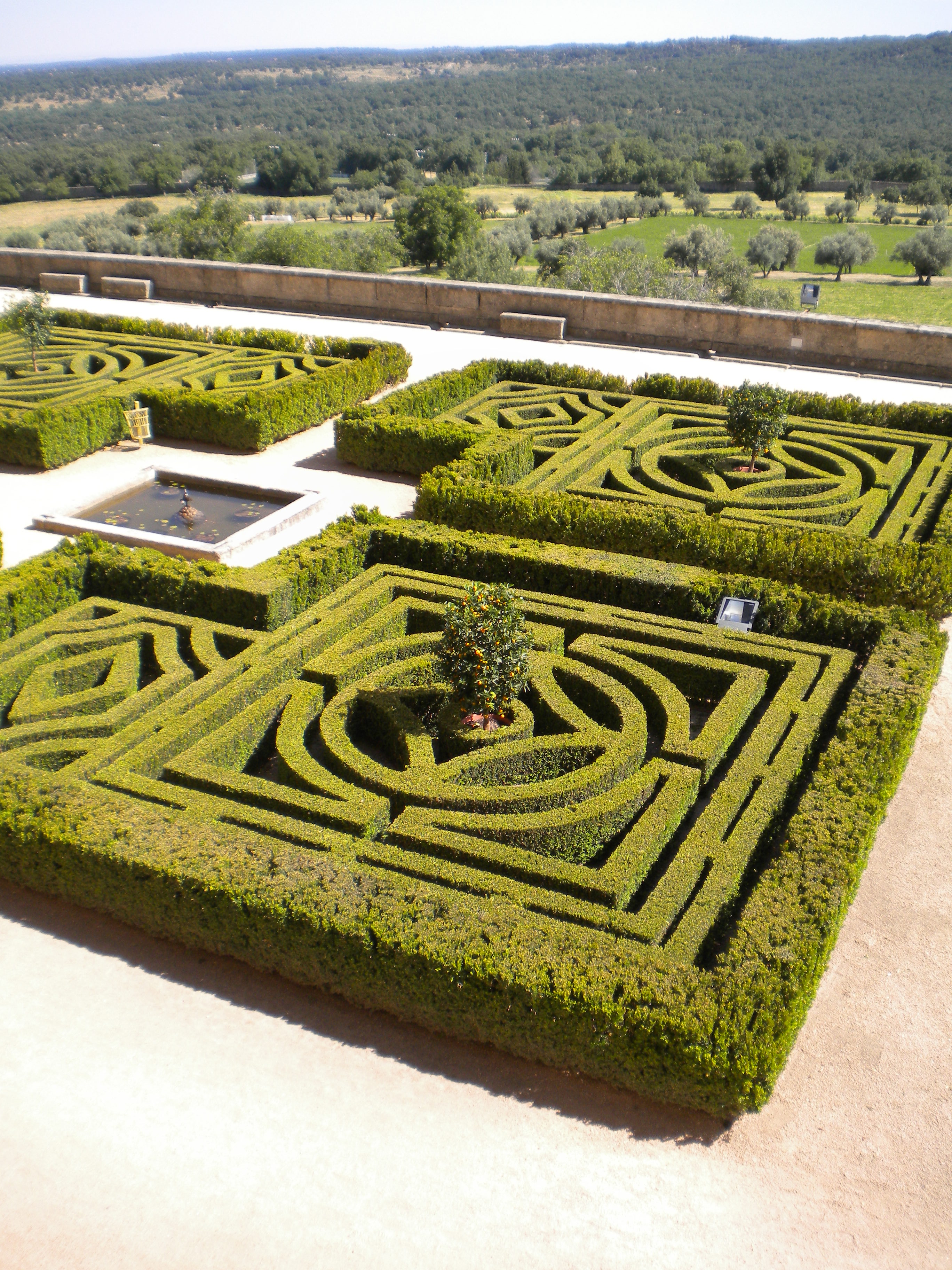
Monastero El Escorial, Spagna. Giardini vecchio stile tagliati con un motivo a labirinto per camminare.

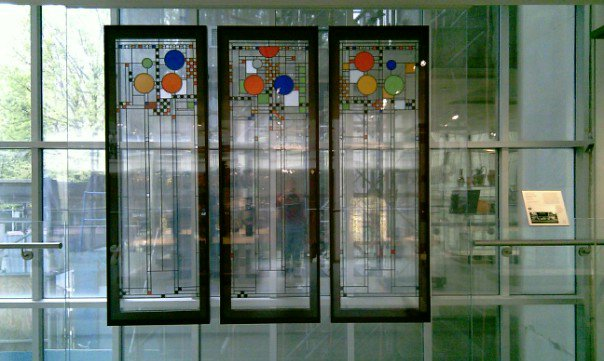
Finestre in origine collocate nella Avery Coonley School, progettate da Frank Lloyd Wright, ora situate nell'ala americana del Metropolitan Museum of Art di New York.

L'edificio fu progettato dal genero di Coonley Waldron Faulkner, che, con suo figlio (anche lui architetto) Avery Coonley Faulkner, in seguito contribuì in modo significativo alla progettazione della George Washington University e dell'American University di Washington, DC. Il progetto si rapporta alla terra nello stile della Prairie School, impiegando allo stesso tempo le caratteristiche artigianali e la scala umana tipiche dello stile American Arts and Crafts (o American Craftsman). Il facile accesso all'esterno, le aule al piano terra, i laboratori scientifici separati e l'area giochi all'aperto pianificata sono tra le caratteristiche del progetto che sarebbe stato successivamente adottato dalle scuole di tutti gli Stati Uniti dopo la seconda guerra mondiale.

L'edificio circonda un cortile con una grande vasca riflettente. Le aule sono orientate verso l'esterno, per offrire una vista sulla foresta circostante. Non ci sono passaggi interni in questa parte dell'edificio; ogni area di classe ha un'uscita verso l'esterno e gli studenti passano tra le stanze attraverso il chiostro coperto, anche in caso di maltempo. Il progetto ha lo scopo di rafforzare l'atmosfera di "casa e scuola" che risale alla Cottage School, con aule a misura di bambino, dieci caminetti funzionanti, tendaggi e altri dettagli domestici.

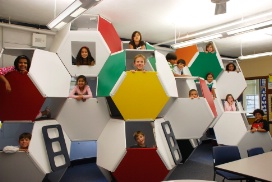
"Spazi di apprendimento" interconnessi nell'aula di terza elementare, progettati nel 1970 e brevettati dalla scuola

Piastrelle decorative disegnate da Henry Chapman Mercer, una delle figure di spicco del movimento Arts and Crafts negli Stati Uniti, sono collocate in tutto l'edificio. Queste piastrelle, conosciute come piastrelle della Moravia da Moravian Pottery and Tile Works di Mercer, presentano colori profondi e un aspetto fatto a mano che completano i semplici edifici in mattoni. Le piastrelle sui caminetti e sui pavimenti d'ingresso vantano motivi in temi letterari ed educativi, come The Canterbury Tales nella vecchia biblioteca. Un grande murale di piastrelle tripartito sulla parete nord del cortile, sempre di Mercer, raffigura gli emisferi orientale e occidentale uniti da una nave in un viaggio allegorico di educazione.
Nel 1970, esplorando nuovi design nell'arredamento scolastico, l'Institute for Educational Research collaborò con il Dipartimento di Design della Southern Illinois University per creare una serie di ottaedri troncati interconnessi noti come "spazi di apprendimento", che assomigliavano a un alveare di grandi dimensioni. Ogni bambino aveva il proprio spazio semi privato con sedile ribaltabile, luce da lettura e libreria. L'obiettivo era fornire spazi privati in cui i bambini di terza elementare (otto anni) potessero sviluppare buone abitudini di studio, e la scuola scoprì che i bambini trascorrevano il 90% del loro tempo lavorativo nei loro spazi di apprendimento. Le strutture sono state descritte nelle notizie locali e nella rivista Life. L'ACS ha brevettato l'invenzione e ha venduto modelli a diverse scuole locali. Le strutture originali sono ancora in uso nell'aula di terza elementare nel 2014.
La Avery Coonley School è stata designata come sito storico dalla Downers Grove Historical Society nel 2006 ed è stata aggiunta al National Register of Historic Places nel 2007, che ha citato il programma educativo insieme all'edificio e ai terreni per il loro "design unico, e per le caratteristiche che hanno esercitato un'influenza duratura sulle scuole di tutto il paese".

### Aggiunte recenti

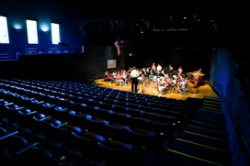
Il Centro per le arti dello spettacolo, parte dell'aggiunta del 1993. Teatro, musica e altri spettacoli sono parte integrante del programma.

Una nuova ala è stata aggiunta all'inizio del 1980 per fornire ulteriore spazio per le arti, con una grande sala per l'orchestra e la musica, e un'altra per lo studio artistico. Riempiendo il lato est del cortile precedentemente aperto, il progetto è quasi identico nel design alla scuola originale, costruita in mattoni rossi e bianchi, con un chiostro sul lato del cortile. Il Gatehouse, che fu costruito nel 1929 ed era la residenza del preside, venne ristrutturato per ospitare il programma per la prima infanzia nel 1988.
L'aumento delle iscrizioni alla fine degli anni '80 e la necessità di più spazio portarono a un'altra aggiunta nel 1992. Questa aggiunta includeva una nuova biblioteca da 17.500 volumi, un laboratorio informatico da 16 postazioni e un Performing Arts Center (PAC) da 236 posti. Le piastrelle della Moravia attorno al nuovo camino dell'atrio e alle porte della biblioteca rendono omaggio all'edificio originale. Il PAC "è noto per la sua eccellente acustica" e ospita produzioni studentesche e gruppi artistici esterni, tra cui il Beck Institute for the Arts, che vi organizza recital musicali.
L'Avery Coonley ha aggiunto un programma di scuola materna di un'intera giornata nel 2005, che richiese ancora una volta più spazio, e fu costruita un'ala della scuola media da 4 milioni di dollari e 1 400 metri quadri (15 000 ft²), finanziata tramite obbligazioni esentasse dal Village of Downers Grove. I suoi mattoni crema e rossi, il tetto a padiglione, le profonde grondaie e la dettagliata muratura si armonizzano con lo stile dell'edificio precedente. Il progetto ha aggiunto laboratori di matematica e scienze modernizzati, due laboratori informatici e sette aule wireless che utilizzano la tecnologia dei tablet, videoconferenze e lavagne luminose controllate da computer.

## Programma scolastico
La filosofia educativa fondante è ancora evidente nel programma moderno nell'attenzione all'apprendimento attraverso la pratica, nell'insegnamento basato su temi ampi che attraversano le materie, nell'enfasi sui progetti di collaborazione e nel togliere importanza ai libri di testo. Rimane una stretta integrazione di arte e natura nelle attività quotidiane e una attenzione sullo sviluppo delle abilità sociali e sull'educazione alla responsabilità sociale. Questi principi, adattati negli anni '70 per gli studenti dotati, furono ulteriormente estesi per accogliere nuovi sviluppi nella tecnologia e nella ricerca educativa.
L'ACS si riferisce ai livelli scolastici come i gruppi, una pratica radicata nell'educazione progressiva che risale almeno alla Prima Scuola elementare. Ci sono tre divisioni di studenti: la scuola materna, che comprende il programma per la prima infanzia per i bambini di tre anni e la scuola materna per i bambini di quattro anni; la scuola inferiore per la scuola materna fino al gruppo di quattro anni e la scuola media per i gruppi da cinque a otto anni. Ogni classe dalla scuola materna fino al gruppo otto ha 32 studenti. Ogni classe di scuola inferiore è una squadra educata da due insegnanti. Il rapporto studenti-insegnanti nella scuola inferiore e media è di 16 a 1, di 11 a 1 nella scuola materna, di 8 a 1 nell'asilo nido e di 7 a 1 nel programma per la prima infanzia.

### Programma accademico

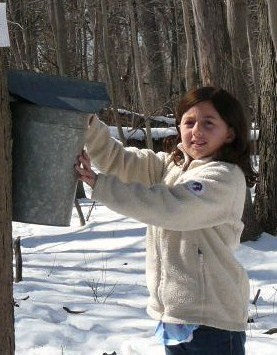
Una studentessa del secondo gruppo che raccoglie linfa per lo sciroppo d'acero nella riserva forestale, il culmine del suo studio sugli alberi.

Dal 2009 il programma è accelerato per ogni gruppo, separato per grado ed età; gli studenti vengono educati almeno un anno sopra il loro livello scolastico attuale: ad esempio, il primo gruppo viene insegnato a un livello di secondo grado. Gli studenti sono raggruppati all'interno della loro classe per consentire a ciascuno di loro di lavorare al livello delle proprie capacità e possono lavorare diversi anni oltre il loro livello attuale se possono farlo. Gli studenti possono unirsi a gruppi più anziani per studiare materie, che sono eccezionalmente avanzate; tuttavia le fasce d'età sono solitamente tenute insieme "per valori sociali ed emotivi". Tutti gli studenti delle scuole medie completano un corso universitario per gli studenti migliori in matematica di livello superiore in algebra o geometria.
Gli studenti esplorano ampi temi di apprendimento a ogni livello che consentono loro di apprendere attraverso le materie e di coinvolgerli in progetti creativi e collaborativi. Il secondo gruppo, ad esempio, trascorre gran parte dell'anno nello studio degli alberi, utilizzando gli alberi come punto focale per la biologia, la matematica, l'arte e la scrittura creativa. Gli studenti adottano e studiano uno spazio personale nella vicina riserva forestale. L'anno culmina con la spillatura degli aceri per fare lo sciroppo, che condividono con il resto della scuola. Ogni gruppo affronta diversi temi e progetti di gruppo. Gli studenti delle scuole inferiori simulano un volo in aereo per Parigi e ospitano un pranzo giapponese. Il quarto gruppo organizza una fiera dei nativi americani, il quinto gruppo crea una mastaba originale in stile egiziano, il sesto gruppo presenta una fiera mondiale e l'ottavo gruppo organizza una fiera dell'immigrazione e dell'etnia.
Gli studi scientifici sono arricchiti dalla natura e dalle esperienze all'aria aperta. Gli studenti partecipano a programmi naturalistici sponsorizzati dal Forest Preserve District of DuPage County e dal Dipartimento delle Risorse Naturali dell'Illinois, come l'adozione di un "Branzino nella Classe" e il monitoraggio della crescita dei macroinvertebrati nel fiume DuPage. La competizione nelle fiere scientifiche regionali e statali e nelle Olimpiadi della scienza è considerata parte integrante del programma scientifico. Tutti gli studenti sono fortemente incoraggiati a partecipare e gli studenti del settimo gruppo sono tenuti a farlo.
Tutti gli studenti studiano il francese, che viene insegnato per immersione linguistica, una tecnica in cui parlano solo francese durante lo studio della lingua. Tutte le parole nell'edificio sono scritte sia in francese che in inglese. Gli studenti iniziano l'insegnamento del francese nella scuola materna junior e continuano a studiare il francese quattro volte a settimana nei gruppi da uno a otto. Culminano il loro studio con un'esperienza di una settimana in Quebec nel gruppo degli otto anni, durante la quale parlano solo francese.
Lo studio delle arti visive inizia con il disegno e la pittura e poi passa a tecniche più complesse come la scultura, il vetro colorato, l'architettura, la fotografia e la ceramica. Gli studenti imparano con una quantità di media, tra cui acquerello, pastelli a olio, carboncino e argilla. Lo studio della musica inizia nel programma della prima infanzia. Man mano che progrediscono, gli studenti della scuola partecipano alla musica vocale, suonano strumenti e Orff-Schulwerk (registratori Orff), ballano e si esibiscono in pubblico. Nella scuola media gli studenti sviluppano l'alfabetizzazione musicale, leggendo e scrivendo musica, suonando i rintocchi del coro e cantando corali. Lo studio della musica nella cultura e la storia del jazz e dell'opera vengono insegnati insieme alla teoria e all'esecuzione.

Il programma teatrale inizia con la recitazione e la scrittura drammatica, la regia e le arti tecniche nel quarto gruppo. Gli studenti si esercitano sia con spettacoli provati che improvvisati per creare pantomime, monologhi, film e brevi spettacoli. Il loro lavoro teatrale culmina nell'ottavo gruppo con la rappresentazione di opere in un atto che gli studenti scrivono e dirigono da soli e la produzione di un'opera teatrale a figura intera sceneggiata professionalmente. Gli studenti con inclinazioni artistiche possono estendere i loro studi artistici al di fuori della classe in attività opzionali tra cui Art Club, Coro, Orchestra, Tech Club, Drama Club e Variety Show.

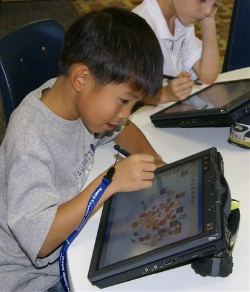
Uno studente Avery Coonley con un tablet, assegnato agli studenti più grandi e messo a disposizione di tutti gli studenti a partire dai tre anni.

### Utilizzo della tecnologia
L'Avery Coonley iniziò a utilizzare i computer per l'istruzione nel 1971 e offrì la programmazione per computer agli studenti del quarto gruppo nel 1976. I computer desktop furono introdotti nelle classi per insegnare matematica, arti linguistiche, musica, arte e programmazione per computer, nel 1978. Gli studenti iniziarono ad apprendere le abilità di base della tastiera e del mouse all'asilo e passare alle presentazioni multimediali, alla gestione dei dati e alla codifica del software nell'ottavo gruppo.
In quello che l'ACS chiama "one-to-one computing", ogni studente dal quinto all'ottavo gruppo riceve un tablet, che utilizza per gestire i propri programmi quotidiani, lavorare su compiti in classe e preparare progetti speciali. Gli studenti della prima infanzia e della scuola dell'infanzia hanno a disposizione tablet condivisi e ogni scuola dell'infanzia fino alla classe del quarto gruppo ne ha almeno quattro. Gli studenti studiano in aule dotate di lavagne luminose wireless, manipolano programmi e presentazioni su sistemi di bordo intelligenti dotati di touchscreen e si impegnano in lezioni di autoapprendimento utilizzando i sistemi di risposta wireless ActiveExpression. Studenti, insegnanti e genitori comunicano e interagiscono online tramite un'intranet scolastica e un'extranet per i genitori. Nel 2009 sono stati aggiunti sedici iMac a doppia piattaforma per il lavoro di laboratorio informatico.

## Tradizioni

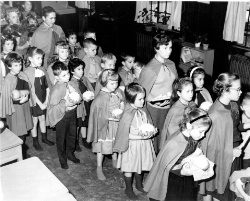
Il Giorno del Ringraziamento nel 1962. La più apprezzata delle tradizioni ACS, viene eseguita ogni anno dal 1929.

Un segno distintivo del programma nei primi giorni era lo studio organizzato attorno a temi principali, alberi, Shakespeare, Egitto e altri argomenti, che si sono trasformati durante l'anno scolastico in importanti progetti di classe, spettacoli e raduni di tutte le scuole. Molti di questi temi ed eventi sono diventati tradizioni scolastiche durature, con le quali la comunità scolastica ha finito per identificare ogni gruppo e determinati periodi dell'anno. Una delle tradizioni più care della scuola, quella di picchiettare gli aceri per fare lo sciroppo, iniziò con il trasferimento nel nuovo edificio nel 1929. La Fiera di Primavera, in cui i gruppi da uno a cinque ciascuno preparano ed eseguono la propria danza, si tiene ogni anno dagli anni '30, il ballo dell'Albero di maggio del quinto gruppo risale all'inizio della Cottage School.
Il terzo viaggio naturalistico notturno di gruppo annuale in Wisconsin risale al 1974 e l'ottavo viaggio di immersione francese di gruppo iniziò negli anni '70 con viaggi a Parigi e dalla metà degli anni '90 in Quebec. Anche altre tradizioni delle scuole inferiori, come la fiera dei nativi americani e la visita di classe alla tenuta di Coonley, hanno una lunga storia ad Avery Coonley. Le tradizioni della scuola media includono l'alternanza annuale dei festival greci e shakespeariani, la sesta fiera mondiale di gruppo e un settimo viaggio di gruppo a Washington, DC.
Nel programma annuale del Giorno del ringraziamento gli studenti, in identici mantelli marroni, costruiscono silenziosamente una grande cornucopia di frutta e verdura in una cerimonia coreografata con la musica preparata da ogni classe. Il cibo viene successivamente donato all'Esercito della Salvezza. È la più preziosa delle tradizioni scolastiche e viene eseguita ogni anno, praticamente invariata, dal 1929.

## Attività extrascolastiche
Molte delle attività extracurriculari offerte all'ACS offrono un'estensione delle materie in classe e un'opportunità per gli studenti di proseguire questi studi in modo più approfondito. All'interno del programma artistico, il coro, la scrittura creativa, il teatro, l'arte e tre livelli di orchestra sono offerti come attività opzionali. Gli studenti di questi gruppi hanno l'opportunità di esibirsi ed esporre il proprio lavoro durante tutto l'anno. Il Club del libro è a disposizione degli studenti dei gruppi di sei e superiori per estendere il programma di lettura. Club di computer, Club di scrittura creativa, Club artistico, Club cinematografico francese e Club teatrale offrono anche opportunità per costruire attività in classe.
Il Consiglio studentesco è principalmente un'organizzazione di servizi, che organizza raccolte di fondi di beneficenza e opportunità di servizio alla comunità a cui tutti gli studenti possono partecipare. Per ogni gruppo vengono eletti due rappresentanti, da uno a otto anni, per ogni anno scolastico. Gli studenti possono anche fare volontariato per lo staff annuale, che cura e produce l'annuario Reflections.
Gli sport intramurali sono offerti agli studenti del gruppo cinque e gli sport interscolastici sono disponibili nei gruppi da cinque a otto. L'ACS partecipa alla conferenza della West DuPage Elementary School Association (WDESA). Gli sport di squadra includono il calcio misto e la pallavolo femminile in autunno, il basket maschile e femminile in inverno e un percorso misto in primavera. Non ci sono prove di squadra e tutti gli studenti sono liberi di partecipare.
Gli studenti ACS partecipano attivamente a concorsi accademici a livello statale e nazionale, tra cui Mathcounts, Science Olympiad e altri concorsi di matematica e scienze, nonché gare di ortografia, gare di geografia e concorsi in altre materie. Il Club di Scacchi gareggia a livello locale e ha vinto il primo trofeo al Naperville Chess Tournament nel 2009.

## Corpo studentesco e finanze
L'ammissione è competitiva e le decisioni si basano su valutazioni delle capacità intellettuali, della maturità sociale ed emotiva dei candidati e della predisposizione per il programma di studio accelerato. I candidati dalla scuola materna all'ottavo gruppo devono presentare i risultati del test del QI pari o superiore al 95° percentile (pari o superiori a 124 alla Wechsler Preschool and Primary Scale of Intelligence (WPPSI) o Wechsler Intelligence Scale for Children (WISC)) con punteggi sottoprova coerenti, per essere presi in considerazione. Le valutazioni si basano su pagelle, questionari per i genitori, raccomandazioni degli insegnanti e valutazioni personali da parte della facoltà. I candidati dalla prima infanzia alla scuola materna vengono selezionati in sessioni di gioco di un'ora. I candidati per i gruppi uno e due sono invitati per una visita scolastica di mezza giornata e i candidati più anziani per un'intera giornata, dove vengono valutati dagli insegnanti nell'ambiente reale della classe.
L'Avery Coonley serve 378 studenti dai 3 ai 14 anni a partire dal 2010, con un rapporto quasi pari tra maschi e femmine in ogni classe. L'ACS cerca di raggiungere la diversità etnica in ogni gruppo e offre un aiuto limitato basato sui bisogni alle famiglie di bambini che altrimenti non sarebbero in grado di partecipare. Il corpo studentesco è composto "principalmente da bambini suburbani bianchi di classe media e alta" e gli studenti "provengono da alcune delle famiglie più benestanti" nella periferia occidentale di Chicago, ma il trenta per cento degli studenti non è bianco.
Le tasse scolastiche per la scuola materna fino al gruppo otto erano di $23.950, la scuola materna junior era di $11.700 e la prima infanzia di $6.200 nel 2018. Il Fondo per le donazioni annuali rappresenta il 3,5 percento e l'asta annuale un altro 5 percento del budget operativo ($5,9 milioni nel 2008-2009).

## Risultati accademici
"L'Avery Coonley riferisce che i punteggi dello Iowa Test of Basic Skills, un esame dato nelle scuole degli Stati Uniti, sono nell'1% più ricco della nazione", con punteggi medi di 99 in tutti gli otto gradi e tutte e quattro le sezioni del test (vocabolario, comprensione, arti linguistiche e matematica). L'Avery Coonley è stata una delle diciassette scuole dell'Illinois riconosciute come Blue Ribbon School dal Dipartimento dell'Istruzione degli Stati Uniti nel 1987-88 per "l'eccellenza nel successo degli studenti, nella filosofia scolastica, nel programma, nella leadership e nell'atmosfera". Oltre il cinque percento dei laureati dell'Avery Coonley dal 1989 sono stati ammessi all'Illinois Mathematics and Science Academy (IMSA), riconosciuto a livello nazionale, il collegio pubblico dell'Illinois, a ingresso competitivo, per i migliori studenti di matematica e scienze.
Gli studenti dell'Avery Coonley hanno un record di lodi a livello statale e nazionale in scienze, matematica, geografia e altre materie che risalgono al 1989. Nelle recenti competizioni gli studenti hanno vinto 24 medaglie d'oro all'Illinois Junior Academy of Science (IJAS) del 2009) Science Fair e ha vinto il Science Olympiad Jr. High State Championship. L'Avery Coonley ha vinto l'IMSA Junior High Mathematics Competition 2009 (con quattro primi premi su cinque) e si è classificata seconda nella competizione MATHCOUNTS dello Stato dell'Illinois 2009. Nel 2008 uno studente del settimo gruppo si è piazzato nel primo 0,2 percento dei concorrenti di tutto il mondo con un punteggio perfetto al 24º Concorso annuale di matematica americano.
Nel 2009 il settimo e l'ottavo gruppo delle scienze sociali si sono classificati entrambi terzi nella nazione al concorso della Lega Nazionale di Studi Sociali e uno studente ACS ha vinto l'Illinois Geography Bee. Lo stesso anno, due studenti dell'ottavo gruppo hanno ricevuto punteggi perfetti su Le Grand Concours, il concorso nazionale francese dell'Associazione americana degli insegnanti di francese. Dei 40 studenti dell'Avery Coonley che hanno partecipato a Le Grand Concours, 32 si sono piazzati tra i primi dieci della nazione a livello scolastico. Gli studenti del terzo gruppo dell'Avery Coonley "hanno vinto il massimo dei voti nella WordMasters Challenge, una competizione artistica linguistica nazionale" nel 2007, piazzandosi all'ottavo posto nella nazione su oltre 200 squadre.
La controversia scoppiò nel 1994, quando l'ACS vinse la competizione a squadre dell'Illinois State Science Fair per il quarto anno consecutivo, spingendo l'IJAS "a bandire la scuola dalla competizione a squadre per [il] successivo anno, sulla base del fatto che i loro studenti erano "semplicemente troppo in gamba". L'incidente attirò l'attenzione nazionale e fu denunciato come un esempio di "banalizzazione" dell'istruzione e della vittoria dell'autostima sull'eccellenza nelle scuole. L'IJAS cedette sotto la pressione dei media, ma eliminò del tutto la competizione a squadre negli anni futuri. Gli studenti dell'Avery Coonley hanno vinto 24 importanti premi individuali l'anno successivo.